# 麻扎乡
麻扎乡，是中华人民共和国新疆维吾尔自治区伊犁哈萨克自治州伊宁县下辖的一个乡镇级行政单位。

## 行政区划
麻扎乡下辖以下地区：
麻扎村、协合买里村、阿热买里村、怕勒特外村、塔尔村和博尔博松村。